# Vidocq (película)
Vidocq, conocida en español también por los nombres Vidocq: Muerte en París, Vidocq: El mito o Vidocq (El mito) y en habla inglesa como Dark Portals: The Chronicles of Vidocq, es una película francesa de fantasía-thriller de 2001 dirigida por Pitof y protagonizada por Gérard Depardieu. La historia enfrenta la figura histórica real del criminalista e investigador Eugène François Vidocq con la de un asesino sobrenatural ficticio, llamado El Alquimista. Es notable por ser la primera película de ciencia ficción que está grabada solamente en digital.

## Antecedentes
La historia transcurre durante 1830 en París y recrea la figura del detective Eugène François Vidocq, legendario personaje del siglo XIX que inspiró a autores como Victor Hugo, Balzac y Edgar Allan Poe, y que inspiró varias obras de ficción como la película A Scandal in Paris (Un escándalo en París) y una exitosa serie televisiva.

## Argumento
Vidocq (Gérard Depardieu) es un héroe para el pueblo de París. Ha sido ladrón, presidiario, policía e incluso jefe de la Seguridad Nacional. La acción comienza cuando Vidocq crea su propia agencia de detectives. Una serie de asesinatos horribles le obliga a enfrentarse a un criminal sanguinario y misterioso apodado El Alquimista, y el duelo se decanta por este último, al que se le atribuyen poderes sobrenaturales, como la eterna juventud, y que durante un enfrentamiento con Vidocq parece acabar con la vida del detective.
Un inocente periodista de provincias, Etienne Boisset (Guillaume Canet), gran admirador de Vidocq, no descansará hasta descubrir la verdad sobre la desaparición de su héroe, siempre ayudado por Preah (Inés Sastre), una exótica bailarina, íntima amiga del detective. El periodista va por los últimos lugares donde fue Vidocq, habla con los testigos con los que Vidocq habló antes de morir. La mayoría de los testigos son asesinados poco después de que el periodista los deje y se marche. Finalmente se descubre que Vidocq nunca murió, que había fingido su propia muerte para atrapar al asesino, que resulta ser el periodista, quien había ido matando a los testigos que le podían incriminar. En una pelea que ambos mantienen, parece que Etienne es asesinado por Vidocq; sin embargo, el cuerpo no es encontrado y el final deja entrever que aún sigue vivo.

## Reparto
- Gérard Depardieu como Vidocq
- Guillaume Canet como Étienne Boisset
- Inés Sastre como Préah
- André Dussollier como Lautrennes
- Édith Scob como Sylvia
- Isabelle Renauld como Marine Lafitte
- Moussa Maaskri como Nimier
- Jean-Pierre Gos como Tauzet
- Jean-Pol Dubois como Belmont
- André Penvern como Veraldi
- Gilles Arbona como Lafitte
- Jean-Marc Thibault como Leviner
- François Chattot como Froissard

## Producción
Esta producción del cine francés ofrece un gran despliegue en su escenografía y efectos especiales. Su director, Pitof, es un especialista en este último campo, y ha sido responsable de la imaginería digital en películas como Delicatessen y Alien: Resurrección.
- Datos: Q935331